# Leo Katoen
Leendert (Leo) Katoen (Amsterdam, 26 maart 1895 – aldaar, 25 januari 1973) was een Nederlandse biljarter. Hij nam tussen seizoen 1924–1925 en 1939–1940 deel aan negen nationale kampioenschappen ankerkader in de ereklasse.

## Titels
- Nederlands kampioen (3x)

Ankerkader 45/2 (2x): 3e klasse 1920–1921, 2e klasse 1938–1939
Ankerkader 47/2 (1x): 2e klasse 1948–1949

## Deelname aan Nederlandse kampioenschappen in de Ereklasse
| Nr. | Kampioenschap     | Plaats    | Klassering | Alg. gemiddelde |
| --- | ----------------- | --------- | ---------- | --------------- |
| 1.  | AK 45/2 1924–1925 | Rotterdam | 3e         | 13,03           |
| 2.  | AK 45/2 1925–1926 | Amsterdam | 3e         | 9,53            |
| 3.  | AK 45/2 1926–1927 | Haarlem   | 5e         | 9,04            |
| 4.  | AK 45/2 1927–1928 | Utrecht   | 5e         | 11,56           |
| 5.  | AK 45/2 1928–1929 | Rotterdam | 3e         | 10,54           |
| 6.  | AK 45/2 1931–1932 | Utrecht   | 8e         | 10,54           |
| 7.  | AK 45/2 1934–1935 | Amsterdam | 5e         | 9,92            |
| 8.  | AK 45/2 1936–1937 | Arnhem    | 6e         | 10,97           |
| 9.  | AK 71/2 1939–1940 | Amsterdam | 8e         | 9,48            |